# 西日本フェリー
株式会社西日本フェリー（にしにほんふぇりー）は、かつて日本に存在した海運会社。

## 概要
山下新日本汽船（後のナビックスライン→商船三井）傘下の企業として神戸港（兵庫県） - 苅田港（福岡県）の長距離フェリー航路を1973年4月より運航。当初山下新日本汽船と熊野汽船が主となって資本金5億円で設立、その後熊野汽船の持株を山下新日本汽船が取得し10億円に増資している。
しかし瀬戸内航路におけるフェリー他社との過当競争、オイルショックによる人件費・燃料費の高騰や需要の減少、他社より高額な船舶建造費による資本費負担の高さから経営が悪化し、事業の発展性が見込めないこともあり、1975年に総額44億円で営業権・船舶・埠頭施設を阪九フェリーに売却して撤退。神戸 - 苅田航路は引き続き阪九フェリーが運航したが、1980年に神戸 - 小倉航路に集約する形で廃止となっている。

## 航路
- 神戸港（深江フェリー埠頭[6]） - 苅田港（444km[4]、所要時間13時間[7]）

## 船舶
塗装は白を基調として胴体に緑の線を引く形とし、ファンネルマークは赤地に白くカモメを模したマークをあしらった。
- つくし
  - 5,687総トン、全長135.5m、航海速力20.2ノット。
  - 旅客定員770名、車両積載数：トラック84台、乗用車109台。神田造船所川尻工場建造。1973年4月就航。
- はかた
  - 5,748総トン、全長135.5m、航海速力20.2ノット。
  - 旅客定員770名、車両積載数：トラック84台、乗用車109台。神田造船所川尻工場建造。1973年12月就航。